# LCI
La Chaîne info (по-известен с акронима: LCI) е денонощен новинарски телевизионен канал във Франция. Създаден е през 1994 г. Той е собственост на медийната група TF1, която пък е собственост на групата Bouygues. LCI е първият национален новинарски канал, създаден във Франция. Първоначално до 2016 г. LCI е платен телевизионен канал. Достъпен е чрез сателит, кабел, препредаване на IPTV и DTT. В началото излъчва по TNT в стандартна разделителна способност. От 1 март 2025 г. каналът е упълномощен да използва висока разделителна способност.

## Логотипи
- Лого от 2006 до 2009 г.